# Fenghuosan-alagút
A Fenghuosan-alagút egy kínai vasúti alagút. A Csinghaj–Tibet-vasútvonalon található, mely Kínát köti össze Tibettel. Ez az alagút a legmagasabban fekvő alagút az egész világon. 1338 méter hosszú, tengerszint feletti magassága pedig 4905 m.